# Ritratto della infanta Isabella Clara Eugenia
Il Ritratto della infanta Isabella Clara Eugenia è stato dipinto da Sofonisba Anguissola nel 1599 ed è stato identificato da Maria Kusche nel 1992.

## Storia e descrizione
Questo dipinto, di proprietà del Museo del Prado e depositato presso l'Ambasciata di Spagna a Parigi, è citato nell'inventario dell'Alcázar di Madrid, redatto dopo la morte di Filippo II di Spagna, ma senza indicazione dell'autore. Fu quindi inserito nel Catalogo del Museo de la Trinidad de Cruzada Villaamil, del 1865, al numero 212 e attribuito al pittore spagnolo Alonso Sánchez Coello. Probabilmente faceva parte dei beni confiscati nel 1835 all'infante Sebastiano di Borbone-Spagna e Braganza che fu spogliato degli averi, per aver aderito alla causa carlista. In questo catalogo il ritratto di Isabella Clara Eugenia era descritto insieme ad un ritratto maschile, di identiche dimensioni e attribuito a Coello. Nel 1861 l'infante Sebastiano ebbe in restituzione la sua collezione di dipinti, tranne il ritratto di Isabella Clara Eugenia che nel 1868 passò al Museo del Prado e nel 1882 fu mandato in deposito a Parigi.
De Ribera nel 1609 riferisce che l'Anguissola fece nel 1599 un ritratto all'infanta Isabella Clara Eugenia che sostò una decina di giorni a Genova, durante il viaggio verso Bruxelles, insieme all'arciduca d'Austria Alberto, suo marito. Arrivarono a Genova, il 18 giugno 1599, quaranta galee reali e la coppia principesca alloggiò nel palazzo del principe Doria. L'infanta passò lunghe ore a conversare con Sofonisba Anguissola, come riferisce De Ribera: «stette giornalmente lunghe hore in ragionamenti domestici, con quella rimembranza delle cose, che passarono con essa lei, ne' teneri suoi anni.» Sofonisba Anguissola infatti era stata ritrattista alla corte di Spagna e anche dama di corte della regina Elisabetta di Valois, madre di Isabella Clara Eugenia. 
Nei pochi giorni di permanenza dell'infanta a Genova non fu possibile terminare il ritratto, perciò Isabella Clara Eugenia chiese che la pittrice: «il quale non potendolo finire mentre costì starebbe, glielo mandasse nel viaggio, come fece.» Sembra che il ritratto non sia stato inviato a Vienna, né a Bruxelles, ma a Madrid, in dono al re Filippo III di Spagna che era fratellastro di Isabella Clara Eugenia.
L'infanta di Spagna è rappresentata nel suo sfarzoso abito di corte, con la grande lattuga a morbide pieghe che le sfiora le orecchie, con la mano destra poggiata sullo schienale di una sedia e la sinistra che stringe con delicatezza un fazzoletto bordato di pizzo. Porta una collana di perle, una catenina d'oro con appesa una statuetta di un santo francescano - (Sant'Antonio da Padova oppure San Francesco) - e una cintura di diamanti, rubini e perle. L'infanta, profondamente religiosa, come suo padre Filippo II, si recava spesso dalle clarisse del convento delle "Descalzas Reales" e negli ultimi anni ne vestì l'abito.